# Isla de Maipo
Isla de Maipo ist eine Stadt und Gemeinde in der Provinz Talagante in der Metropolregion Santiago in Chile. Bei der Volkszählung im Jahr 2017 hatte sie 36.219 Einwohner. Die Gemeinde erstreckt sich über eine Fläche von 188,7 km².

## Geografie
Isla de Maipo liegt im Valle Longitudinal, etwa 40 Kilometer südwestlich von Santiago de Chile und etwa 12 Kilometer von der Stadt Talagante entfernt. Im Allgemeinen wird die Gemeinde als überwiegend ländlich geprägt, was sich in ihrer Landschaft aus Kolonialhäusern, bewirtschafteten Bauernhöfen, Weinbergen, Naturstätten und der vorherrschenden landwirtschaftlichen Tätigkeit widerspiegelt, die von der Mehrheit der Bevölkerung ausgeübt wird. Der Río Maipo ist der wichtigste Fluss in der gesamten Metropolregion, da er die höchste Bevölkerungsdichte in Chile aufweist und außerdem der Hauptfluss ist, der das Gebiet bewässert.

## Bevölkerung
Laut der Volkszählung des Nationalen Statistikinstituts von 2002 hatte Isla de Maipo 25.798 Einwohner (13.095 Männer und 12.703 Frauen). Davon lebten 18.865 (73,1 %) in städtischen Gebieten und 6933 (26,9 %) in ländlichen Gebieten. Die Bevölkerung wuchs zwischen den Volkszählungen 1992 und 2002 um 26,8 % (5454 Personen). Im Jahr 2017 zählte man 36.219 Personen.